# Harlow Curtice
Harlow Herbert Curtice (Petrieville (Michigan), 15 augustus 1893 – Flint (Michigan), 3 november 1962) was een Amerikaans zakenman. Van 1953 tot 1958 was hij voorzitter van General Motors (GM). Hij speelde een cruciale rol in de expansie van GM tijdens het naoorlogse economische herstel en werd beschouwd als een van de meest invloedrijke figuren in de Amerikaanse auto-industrie.
Curtice werd geboren in Petrieville (Michigan). Hij begon zijn carrière bij GM in 1914 als een accountant bij de Buick-divisie in Flint (Michigan). Dankzij zijn financiële inzicht en leiderschapstalent klom hij snel op binnen het bedrijf. In 1933 werd Curtice benoemd tot president van Buick, een divisie van General Motors. Onder zijn leiding steeg de productie van Buick dramatisch, en hij wordt gecrediteerd voor het redden van het merk tijdens de Grote Depressie. Zijn strategieën voor productontwikkeling en marketing hielpen Buick om een belangrijke speler te worden in de Amerikaanse automarkt.
Curtice werd in 1953 voorzitter van General Motors, tijdens een periode van enorme groei en technologische vooruitgang voor het bedrijf. Onder zijn leiding breidde GM zijn marktaandeel uit en investeerde zwaar in onderzoek en ontwikkeling. Curtice was een voorstander van innovatie en introduceerde nieuwe veiligheids- en comfortvoorzieningen in auto's. Curtice's tijd als voorzitter zag de introductie van verschillende baanbrekende technologieën en modellen, zoals de Chevrolet Corvette en de introductie van de V8-motor. Hij stimuleerde ook de ontwikkeling van nieuwe productieprocessen en kwaliteitscontrolemaatregelen die de efficiëntie en betrouwbaarheid van GM-voertuigen verbeterden. In 1955 werd Curtice verkozen tot Time Magazine's Man of the Year vanwege zijn bijdragen aan de auto-industrie en de Amerikaanse economie. Zijn leiderschap werd geprezen voor het versterken van de positie van GM als 's werelds grootste autofabrikant.
Curtice ging in 1958 met pensioen, maar bleef actief als adviseur in de industrie tot zijn overlijden in 1962.